# Santa Cruz (Wenezuela)
Santa Cruz – miasto w Wenezueli, w stanie Aragua.